# Junceella surculus
Junceella surculus är en korallart som beskrevs av Achille Valenciennes 1855. Junceella surculus ingår i släktet Junceella och familjen Ellisellidae. Inga underarter finns listade i Catalogue of Life.